# Сейд
Сейд (сейда) — священний об'єкт північноєвропейських народів, зокрема, саамів (лопарів). Може бути особливим місцем в горах, тундрі, тайзі, скелею, що чимось виділяється, примітний камінь, пень, озеро, інше природне утворення. Сейдами іноді також називають артефакти — споруди з каменів.

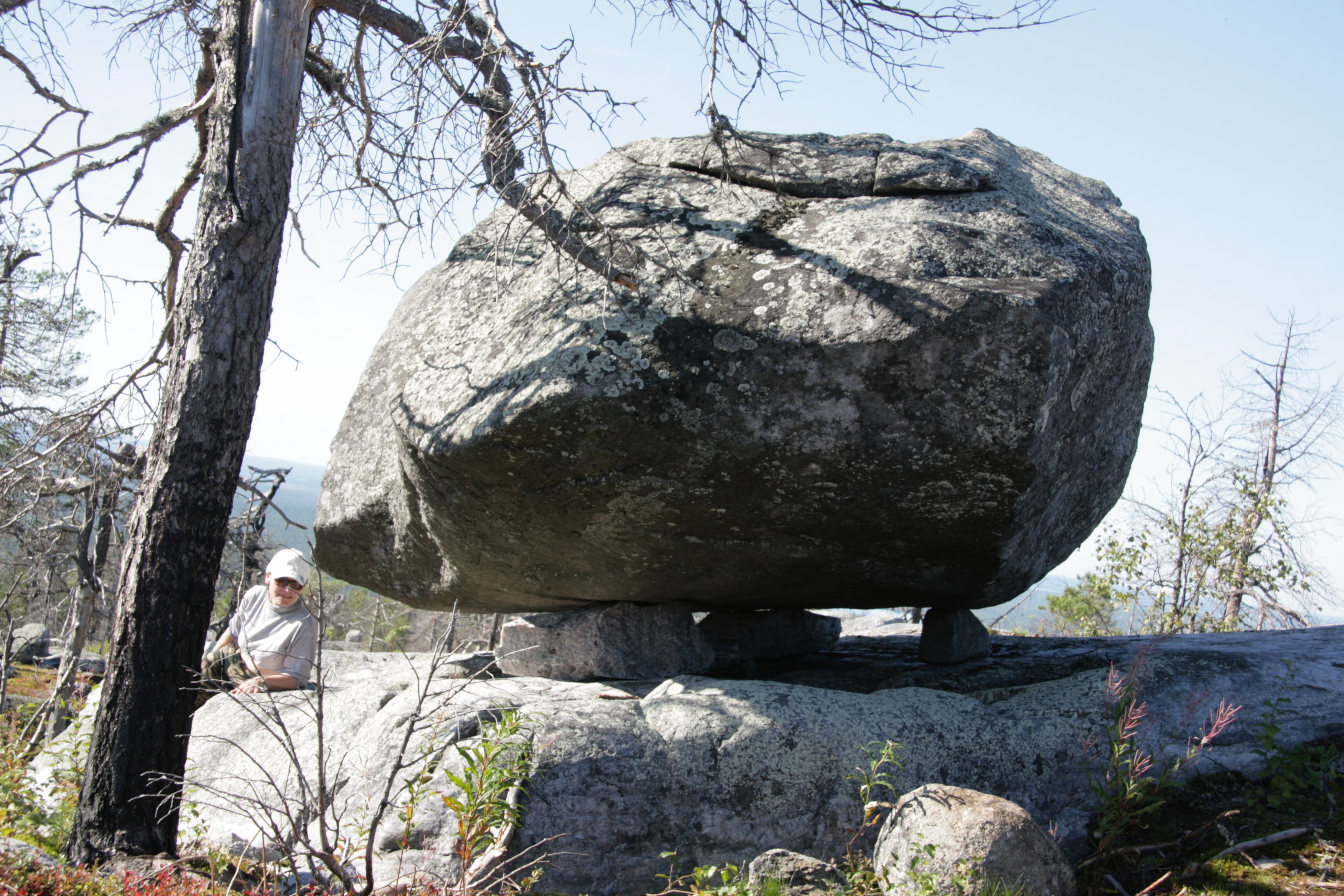
Один з сейдів на горі Воттоваара: великий валун лежить на трьох невеликих каменях, які, своєю чергою, лежать на іншому великому валуні (визначити масштаб споруди можна по фігурі людини внизу ліворуч)

Кам'яні споруди, звані сейдами, зустрічаються на території Росії в Карелії і на Кольському півострові, а також у Скандинавії. Найбільш поширеним типом кам'яного сейду є кам'яні пірамідки (гурії). Часто зустрічаються також скелі на підставках — «кам'яних ніжках», частково підведені скелі або поставлені у нестійке положення. В силу очевидних причин останні не завжди можливо відрізнити від природних утворень. Іноді через масивність багатьох артефактів сейди відносять до мегалітичних споруд. В силу слабкої вивченості і бідності археологічних знахідок нині не можливо однозначно визнати саамів як єдиних будівельників кам'яних сейдів.
Кам'яні сейди часто згруповані у великі скупчення, що налічують десятки і сотні об'єктів. Це архіпелаг Кузова на Білому морі, гори Воттоваара і Ківакка в Карелії, гора Кучінтундра у Мурманській області. Іноді сейди утворюють структури.
Існує аналогічний об'єкт і в Центральному регіоні Росії, єдиний подібний артефакт у цьому регіоні Кінь-камінь. Вага каменю складає понад 20 тонн. Мегаліт стоїть на трьох інших валунах, як на ногах, розташований на схилі долини річки Красивої Мечі поряд з селом Козине Єфремівського району Тульської області.

## Культ сейдів
Культове використання сейдів різноманітне і відповідає усьому спектру потреб язичницьких релігій. Так, наприклад, згідно з саамськими легендами, рибалки, йдучи у море, залишали частину своєї душі на березі у кам'яному сейді, щоб у разі їх загибелі її не зжерло деяке чудовисько. Деякі сейди використовувалися епізодично, у зв'язку з календарними або іншими подіями. Інші сейди були персоніфіковані і мали відношення до конкретної людини (яка могла мати декілька своїх священних місць або каменів). Зафіксовано легенди, згідно з якими в кам'яний сейд перетворювалися люди. Причому, якщо на архіпелазі Кузова на сейди перетворилися шведи («вороги»), захоплені тут бурею, то згідно з іншою легендою у іншому місці на один з сейдів перетворився чаклун (нойд). Іноді кам'яним сейдам приносили жертви. До деяких сейдам можна було підходити лише у певний час, або не можна було підходити близько, або не можна було підходити жінкам. Зафіксовано, що окремі сейди мають імена. Наприклад, Сейд Леткий камінь на горі Сейдпахк і пара сейдів Праудєдки (скельні останці Старий і Стара) на річці Поной Кольського півострова.
Не слід плутати «сейд» з сейдом — скандинавською шаманською магією, хоча існує припущення про зв'язок цих понять.
«Сейд» для саамів означає те ж, що і «недоступний замогильний рай».
Загальноприйнятою версією походження сейдів є льодовик, який при таненні м'яко опустив ці валуни, утворивши тим самим незвичайну структуру. Проте викликає сумнів факт вкраплення подібних мегалітів у товщу криги на достатню висоту від ґрунту.
Всюди в доступних для туризму регіонах зустрічаються рукотворні сейди, зроблені туристами. Як правило, їх відрізняє менший розмір і простота конструкції.